# (31632) Stephaying
(31632) Stephaying est un astéroïde de la ceinture principale.

## Description
(31632) Stephaying est un astéroïde de la ceinture principale. Il fut découvert le 7 avril 1999 à Socorro par le projet LINEAR. Il présente une orbite caractérisée par un demi-grand axe de 2,71 UA, une excentricité de 0,03 et une inclinaison de 3,8° par rapport à l'écliptique.

## Compléments